# 임팔 전투
임팔 전투(일본어: インパール作戦, 영어: Battle of Imphal, 힌디어: इम्फाल का युद्ध)는 1944년 3월부터 7월까지 북동인도 마니푸르주의 주도였던 임팔 일대에서 벌어진 전투였다. 일본 제국은 임팔에 주둔한 연합군을 공격하고 인도로 침공하고자 했으나 오히려 연합군에게 큰 패배를 당한채 미얀마로 후퇴했다. 코히마 전투와 동시에 벌어진 이 전투로 인해 임팔에 갇힌 연합군은 사태가 완화될 수 있었다. 이 전투는 동남아시아 전역의 일부였던 버마 전역에서 중요한 전환점이 되었다. 코히마와 임팔에서의 패배는 그 때까지의 일본군 역사상 가장 큰 패배였다. 일본군 사망자의 대부분은 철수하면서 생긴 기아·질병·탈진이 원인으로 죽었다.

## 상황
1944년 초, 일본군은 여러 전선에서 연합군과 대치 중이었다. 연합군은 중앙태평양과 남서태평양에서 일본군을 몰아내는데 성공했다. 한편 연합군은 인도와 중국 윈난성에서 버마로 통하는 공세들을 준비 중이었다. 특히 연합군은 버마와 국경을 이루고 있던 마니푸르 주의 임팔을 병참기지로 사용하고 있었고, 이곳에 비행장과 수용시설, 그리고 보급창고를 지어놓고 있었다. 임팔은 더 큰 디마푸르 기지와 연결되어 있었다.
임팔은 제프리 스쿤스가 이끄는 제4군단이 담당하고 있었다. 이 때 당시 제4군단은 제14군의 일부였다. 연합군은 공세를 계획하고 있었기 때문에, 군단은 친드윈강 쪽에 배치되었고 넓게 분산되어 있었는데, 이로 인해 공격을 받을 시 고립되거나 포위될 위험이 있었다.